# Hino, Shiga

Hino (日野町 Hino-chō?) este un oraș în Japonia, în districtul Gamō al prefecturii Shiga.